# Stadtarchiv Saarlouis
Das Stadtarchiv Saarlouis ist das Archiv der Kreisstadt Saarlouis. Rechtliche Grundlagen sind das Saarländische Archivgesetz vom 23. September 1992 und die Archivsatzung vom 20. Juli 2006. Organisatorisch ist es dem Kulturamt der Stadt zugeordnet.

## Geschichte
Bereits unmittelbar nach der Stadtgründung im 17. Jahrhundert wurde als Teil der neu aufgebauten städtischen Verwaltung ein Archiv eingerichtet, dem die Betreuung der Registratur oblag. Größere Aktenverluste sind auf Brand-, Hochwasser- und Kriegsschäden zurückzuführen. Bis 1919 lag das Stadtarchiv in der Zuständigkeit eines hauptamtlichen Mitarbeiters der Stadtverwaltung, der es meist in Nebenfunktion betreute. In der Folgezeit wurde die Leitung von ehrenamtlichen Kräften wahrgenommen, bevor es seit 2006 wieder hauptamtlich besetzt wurde. Das Stadtarchiv ist sehr eng mit dem Städtischen Museum verbunden und nutzt mit diesem dieselben Räumlichkeiten.

## Bestände
Die Bestände erstrecken sich auf ca. 250 laufende Regalmeter und beinhalten insbesondere archivwürdige Akten der Stadtverwaltung. Die umfangreichen Fotobestände, das Archiv für audio-visuelle Medien sowie das Karten- und Planarchiv sind organisatorisch dem Städtischen Museum zugeordnet, können jedoch im Stadtarchiv zur Nutzung eingesehen werden. Neben Altbeständen zur Festungsstadt Saarlouis (ca. 1680–1915) und zur Stadt Saarlouis (seit 1815) sind die Beschluss- und Protokollbücher (seit 1693) sowie Altakten der Bürgermeisterei Fraulautern (bis 1936) überliefert. Die Zeitungssammlungen reichen bis ins frühe 19. Jahrhundert zurück und umfassen insbesondere regionale Ausgaben, darunter u. a. das Intelligenzblatt für den Kreis Saarlouis (1816–1837). Aus kirchlicher Provenienz sind verschiedene Protokoll- und Kirchenbücher seit dem ausgehenden 17. Jahrhundert überliefert.